# Gaceta
La gaceta  era en su origen un periódico veneciano que se publicaba una vez a la semana a principios del siglo XVII. De este modo, se entendió por "gaceta" al periódico de política, noticias, teatros, moda, tribunales o solamente alguna de estas materias. Posteriormente, pasó a denominar a periódicos que no trataban de política sino de algún ramo especial de literatura, administración, etc. Tanto los que las redactaban como los que las vendían se conocían por gaceteros. Hoy es un término muy poco utilizado en favor del más extendido "periódico".

## Historia
El uso de la gaceta comenzó en Venecia, a principios del siglo XVII, época en la cual esta ciudad era el centro de las negociaciones políticas de Europa. Su nombre proviene de una pequeña moneda de cobre llamada gazzetta o en dialecto véneto gaxeta  del valor de unos dos dineros, que se pagaba por cada pliego o ejemplar. Se dice que el nombre de tal moneda veneciana medieval derivaría de la palabra gazza (urraca) ya que tal moneda solía tener representada una urraca en su cara.
Otra interpretación es que dicha voz es el diminutivo de «gaza» originaria del indo-persa que significa «tesoro», y que llegó al italiano por medio del latín. Esta versión parece más creíble ya que las monedas antes citadas siempre tenían la imagen del León de San Marcos en su cara, nunca una urraca. Por otra parte, urraca en italiano se escribe "gazza" y en las versiones posteriores de esta moneda que aparece escrita en la cruz (o seca) siempre con una sola z; "gaza".
Las demás ciudades principales de Europa no tardaron en seguir el ejemplo de Venecia, que había sacado la idea de China, donde se publicaban dos periódicos desde tiempo inmemorial y donde a mediados del siglo XIX se imprimían diariamente una especie de gaceta o boletín del Imperio por orden del gobierno, que era de una hoja de papel muy grande, en los que se escribían todas las gracias y todos los castigos que el emperador concedía o imponía a sus vasallos.

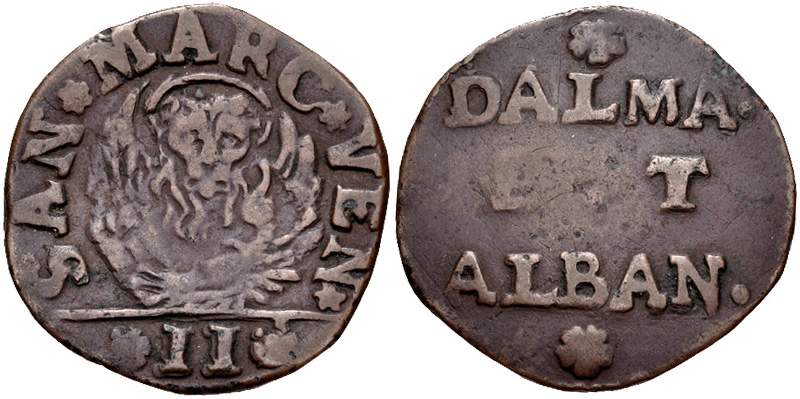
Las gazzetta de Venecia eran monedas de bajo valor que dieron su nombre a las hojas noticiosas que se compraban con ellas

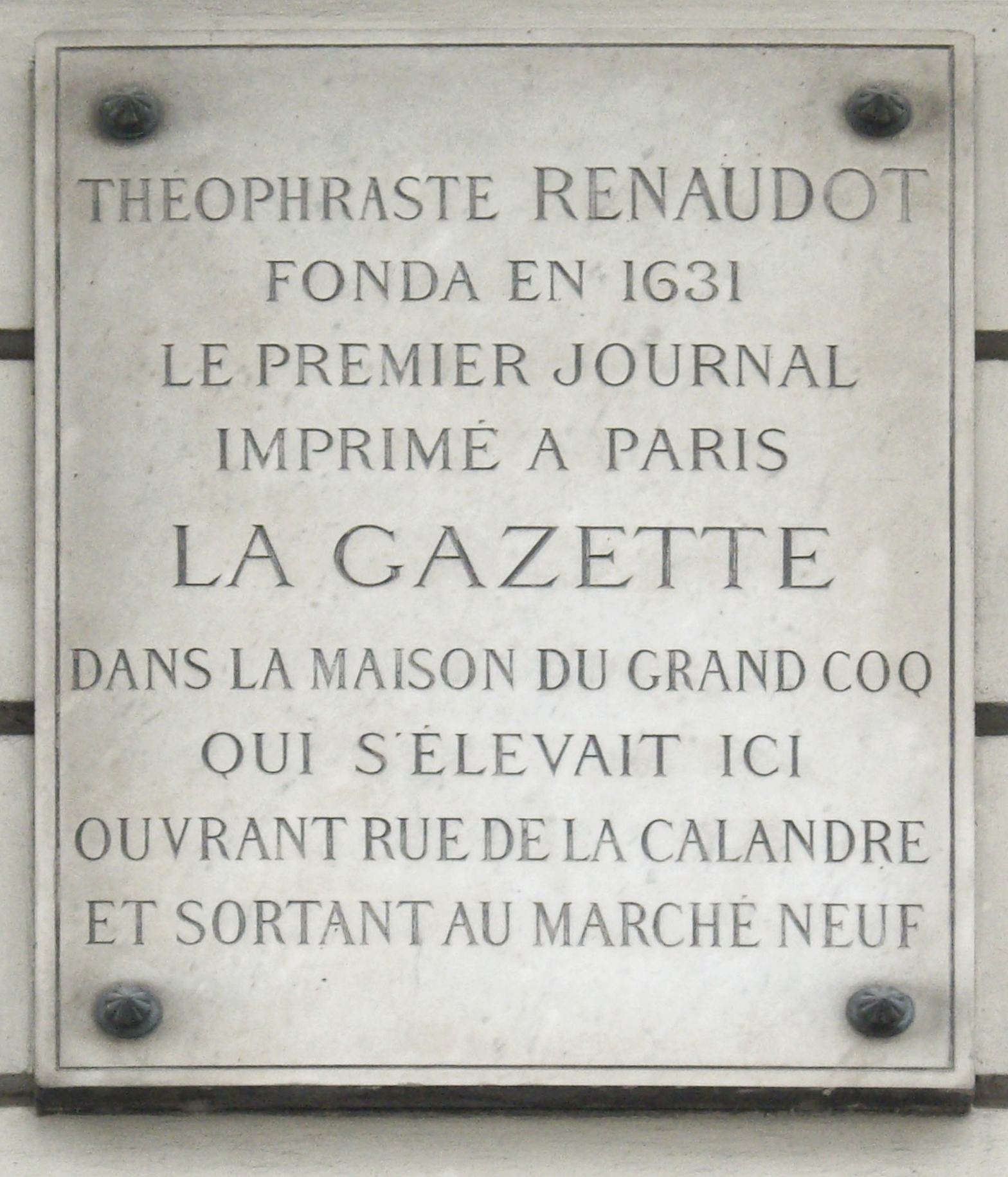
Placa por Théophraste Renaudot, creador de la primera gaceta francesa

Generalizadas las gacetas, fuéronse publicando sucesivamente más a menudo, resultando aquí el origen de los diarios y demás obras periódicas que, con nombres diferentes, se publican en todo el mundo.
En Francia el médico Teofastro Renaudot publicó las primeras gacetas en 1631. En ese mismo país fue hasta 1665 cuando aparecieron las gacetas literarias.
En España, el término "gaceta" se usó también generalmente para designar el periódico oficial a cargo del gobierno en que se insertaban todas sus disposiciones para el conocimiento del público. Es decir, un antecedente del actual Boletín Oficial del Estado. La Gaceta de Madrid (que tal era su nombre oficial) comenzó a publicarse a mediados del siglo XVII. Era entonces semanal y constaba de cuatro hojas en 4º, estando limitado su contenido a noticias nacionales y extranjeras. 
El objeto de la Gaceta de Madrid era en primer término publicar las leyes, decretos, reglamentos y otras disposiciones y resoluciones del poder ejecutivo y de los Tribunales Supremos y oficinas centrales, siendo obligatoria la observancia de todas estas disposiciones por el mero hecho de haberse publicado en la Gaceta, órgano oficial del gobierno.
En México, cuando aún era Nueva España, Juan Ignacio María de Castorena Ursúa y Goyeneche, considerado el primer periodista de Hispanoamérica, publicó la Gazeta de México en 1722. Hasta la fecha, en las universidades mexicanas es muy común llamar al periódico oficial de la institución "gaceta"; siendo los más destacables por su importancia los de la UNAM y la Universidad de Guadalajara. Desde el 2009 se publica La Gaceta de El Palacio de Hierro, que tira 100 mil ejemplares quincenales. 
En Argentina el primer periódico impreso fue la Gaceta de Buenos Aires (desde 1810), siendo en todo el siglo XX y en la actualidad uno de los principales periódicos diarios de Argentina la Gaceta de San Miguel de Tucumán (Llamada la más de las veces sencillamente: La Gaceta).